# Isodontia mexicana
Isodontia mexicana är en biart som först beskrevs av De Saussure 1867.  Isodontia mexicana ingår i släktet Isodontia och familjen grävsteklar. Inga underarter finns listade i Catalogue of Life.

## Bildgalleri

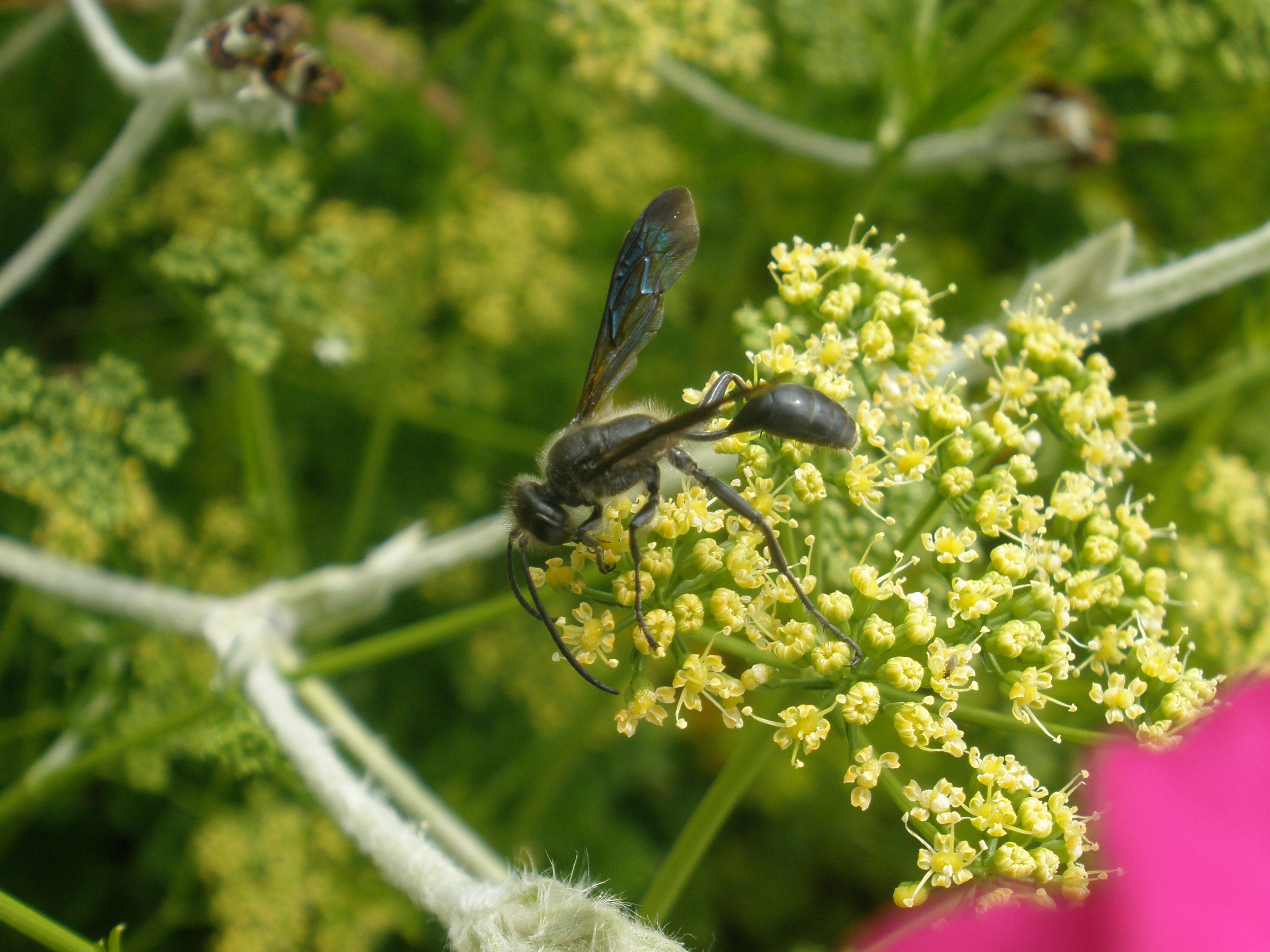
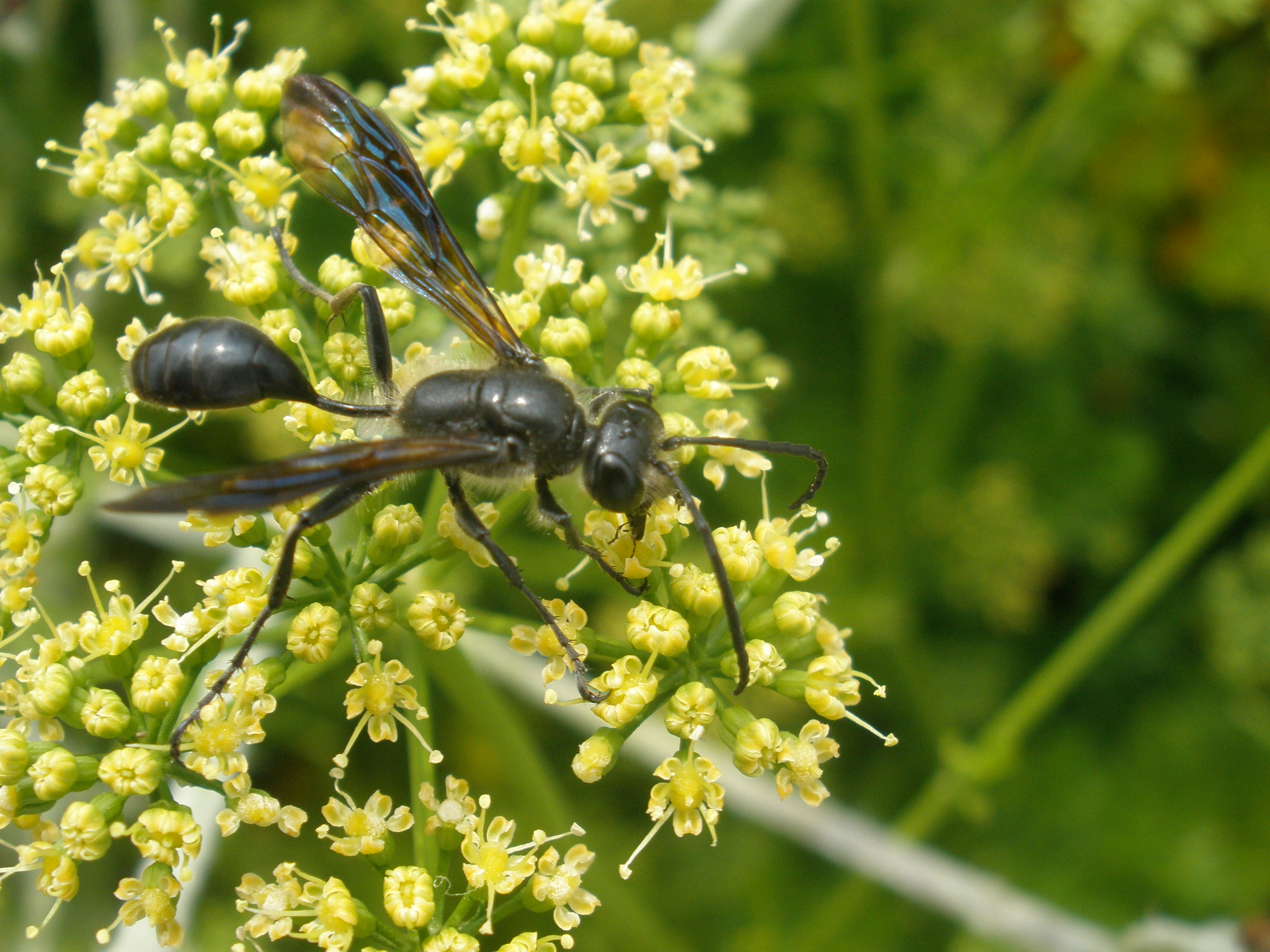
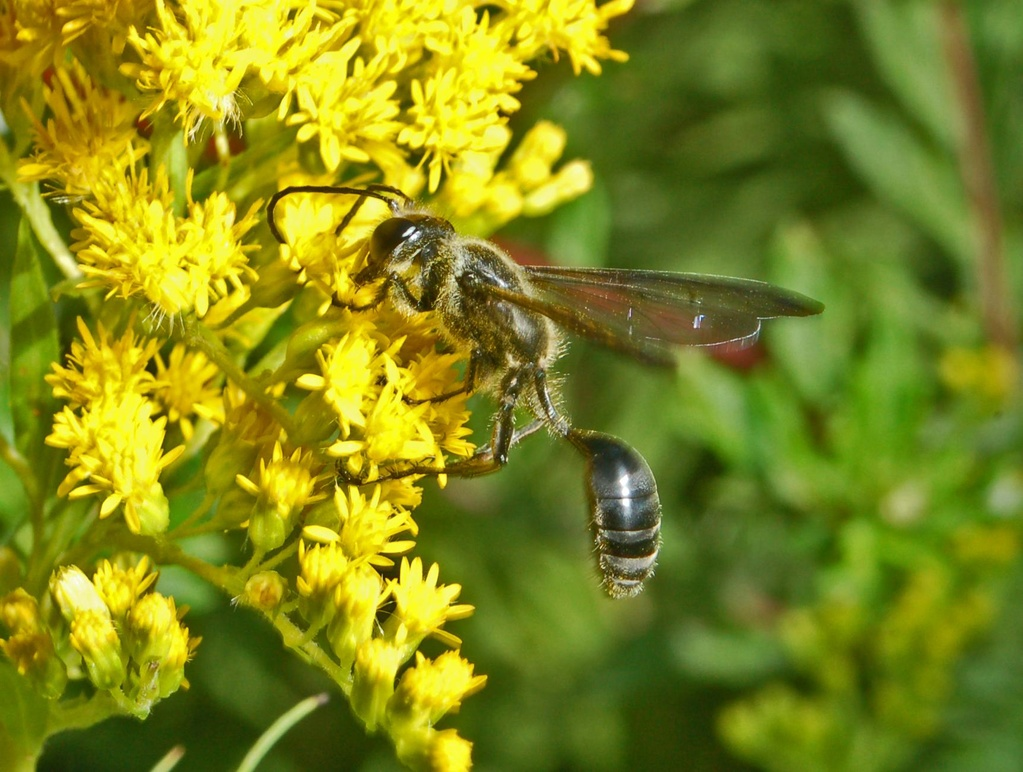
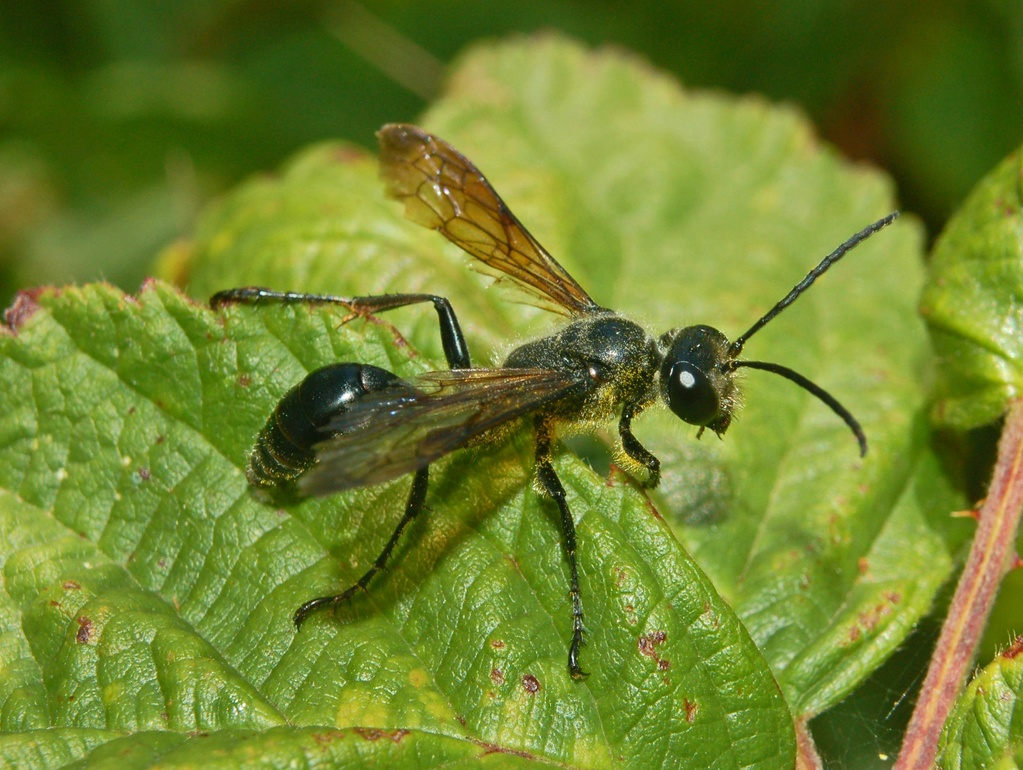